# Caterham SP/300.R
La Caterham SP/300.R est une voiture de sport de type Sport-prototypes à deux places, produite depuis 2012 par le constructeur automobile britannique Caterham, en collaboration avec Lola Cars avec la participation de Dyson Racing (importateur officiel pour le continent américain). 2 exemplaires furent vendues en France.

## Présentation
La Caterham SP/300.R se présente comme une voiture de sport-prototype à deux places, équipée de phares à diodes électroluminescentes à l'avant et à l'arrière. Le châssis, développé par Lola Cars, est de conception monocoque en aluminium, et la carrosserie est constituée de sept éléments en polyuréthane. Le moteur, situé en position centrale, derrière le cockpit, est un 4-cylindres en ligne Ford Duratec de 1 999 cm3 de cylindrée, équipé d'un compresseur Rotrex développant 305 ch à 7 500 tr/min avec un couple de 290 N m. Selon le constructeur, la vitesse maximale est de 290 km/h, et le 0 à 100 km/h est atteint en 2,8 secondes. 

## Utilisation
La Caterham SP/300.R n'est pas utilisable sur route. La moitié environ des voitures produites sont destinées à participer à une série de courses automobile monotype en Europe, le reste servant de voitures de loisirs.